# 타이완 공화국 임시정부

타이완 공화국 임시정부의 국기로 사용된 남저백색일월기.

타이완 공화국 임시정부(臺灣共和國臨時政府)는 1955년 타이완 독립운동을 추진한 사람들이 일본 도쿄에서 설립한 망명정부다. 료문의 등 대만독립당 당원들에 의해 설립된 이후 타이완 독립운동의 선구적 존재가 되었다.

## 역대 대통령
- 료문의: 1956년 2월 28일-1965년 5월 14일
- 곽태성: 1965년 7월 15일-1976년 10월 8일
- 임태원: 1976년 10월 8일-1977년 1월 7일